# دندی سولیسیاوان
دندی سولیسیاوان (انگلیسی: Dendy Sulistyawan؛ زادهٔ ۱۲ اکتبر ۱۹۹۶) بازیکن فوتبال اهل اندونزی است.
وی همچنین در تیم ملی فوتبال اندونزی بازی کرده‌است.